# Chicxulub
Vista de Chicxulub Pueblo

Vista de Chicxulub Pueblo, no estado de Yucatán, México

Chicxulub é uma pequena cidade localizada no estado de Yucatán, no México. Segundo o censo do ano 2000, a cidade tinha uma população de aproximadamente 3.400 habitantes. Pertence ao município de Chicxulub Puerto e é conhecida por sua proximidade com a cratera de Chicxulub, um marco geológico de importância global.

## História e importância
Chicxulub é famosa por estar situada perto do centro da cratera de Chicxulub, formada há cerca de 66 milhões de anos pelo impacto de um asteróide com aproximadamente 10 a 15 quilômetros de diâmetro. Esse evento é amplamente aceito como a principal causa da extinção em massa do Cretáceo-Paleogeno (ou Extinção K-T), que resultou na extinção de cerca de 75% das espécies da Terra, incluindo os dinossauros não aviários.
A cratera, que possui cerca de 200 quilômetros de diâmetro, está parcialmente submersa no Golfo do México e foi descoberta na década de 1970 por geofísicos que procuravam petróleo na região. Evidências como a presença de irídio, um elemento raro na crosta terrestre mas comum em asteroides, e rochas com marcas de choque confirmam a origem extraterrestre do impacto.

## Cultura e turismo
Embora Chicxulub seja uma cidade modesta, com uma praça central e poucas atrações turísticas, sua associação com a cratera atrai cientistas e curiosos. A região ao redor da cratera também é conhecida pelo "Anel de Cenotes", uma formação semicircular de cenotes que marca o limite da estrutura de impacto, resultado da alteração das camadas rochosas subterrâneas pelo evento. Em Mérida, capital do estado, o Museu de Ciência da Cratera de Chicxulub oferece exposições interativas sobre o impacto e suas consequências.